# Isla Booth
La isla Booth, también llamada isla Wandel, es una montañosa isla de unos 8 km de largo, ubicada en el noreste del archipiélago Wilhelm, al oeste de la costa de la península Antártica, en la Antártida. La isla Booth está localizada a 65°05′S 64°00′O / -65.083, -64.000, siendo la mayor de las islas Dannebrog.
El punto más alto de la isla es la pico Wandel de una altitud de 980 metros, todavía sin ser escalado, a pesar de varias tentativas, Damien Gildea lo llamó uno de los objetivos más provocadores e inescalados de la península Antártica. El canal Lemaire es el paso estrecho entre la isla y el continente.

## Historia
Fue descubierta y nombrada por la Expedición Antártica Alemana bajo la dirección de Eduard Dallmann 1873-1874, probablemente llamada así en honor a Oskar Booth o Stanley Booth o ambos, miembros de la Sociedad Geográfica de Hamburgo en aquel tiempo. El Comité Consultivo sobre Nomenclatura Antártica de los Estados Unidos ha rechazado el nombre de isla Wandel, nombrada por la Expedición Antártica Belga, 1897-1899, a favor del nombramiento original. Se la conoció también como Wandell o Wanden.
En 1904 el explorador francés Jean-Baptiste Charcot invernó en la isla. El 7 de diciembre de 1906 el gobierno argentino nombró a Guillermo Bee como comisario de la isla Wandel, bajo la dependencia de la Gobernación de Tierra del Fuego. La expedición que debía instalar un observatorio meteorológico en el Puerto Charcot de la isla Wandel partió de Buenos Aires el 20 de diciembre de 1906 en la goleta Austral, pero éste encalló en el Río de la Plata y el observatorio nunca se construyó.

## Reclamaciones territoriales

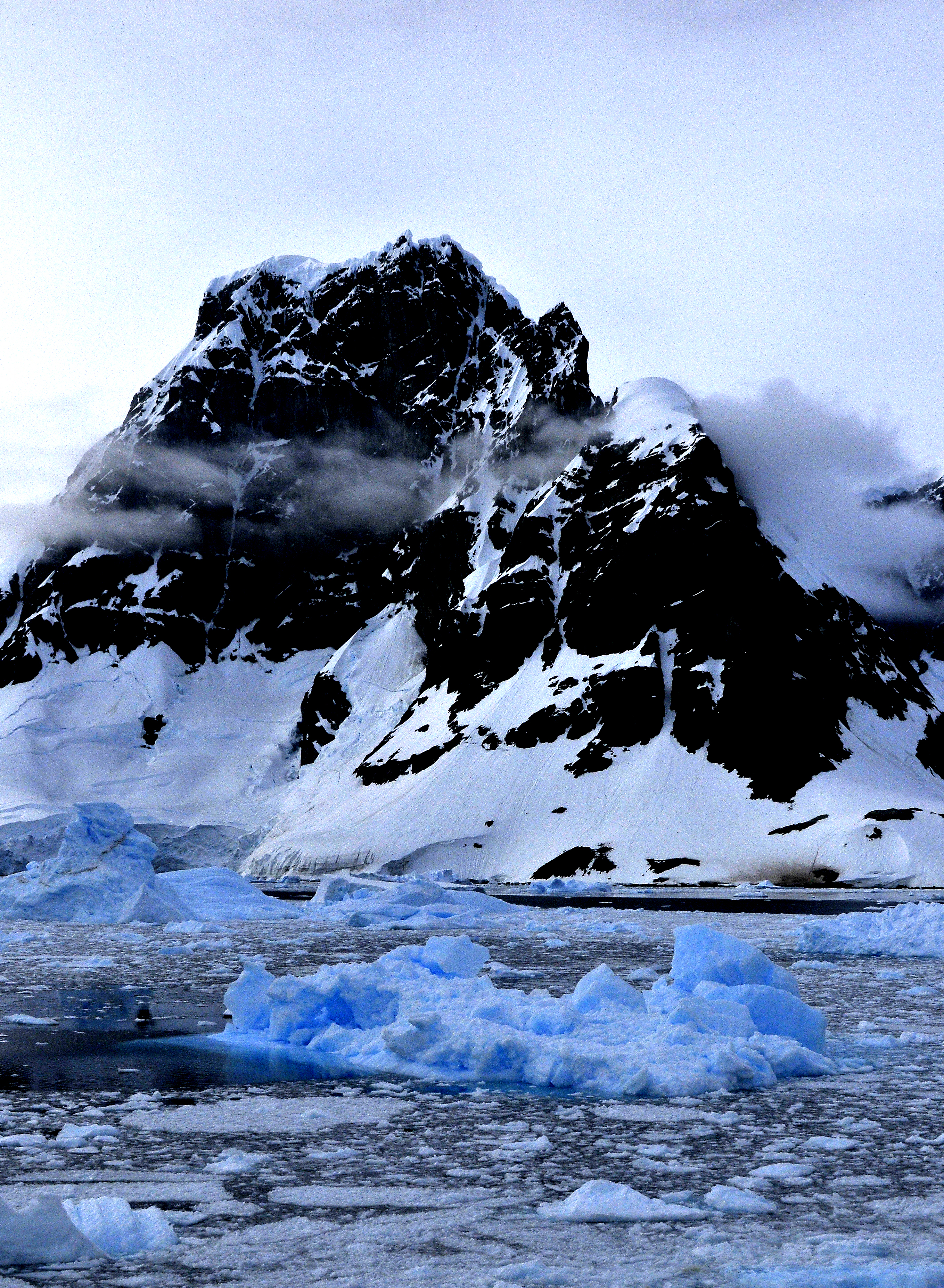
Vista.

Argentina incluye a la isla en el departamento Antártida Argentina dentro de la provincia de Tierra del Fuego, Antártida e Islas del Atlántico Sur; para Chile forma parte de la comuna Antártica de la provincia Antártica Chilena dentro de la Región de Magallanes y de la Antártica Chilena; y para el Reino Unido integra el Territorio Antártico Británico. Las tres reclamaciones están sujetas a los términos del Tratado Antártico.
Nomenclatura de los países reclamantes: 
- Argentina: isla Booth
- Chile: isla Booth
- Reino Unido: Booth Island